# Amgala
Amgala (en árabe: أمكالة‎, en lenguas bereberes: ⴰⵎⴳⴰⵍⴰ, en francés: Amgala) es un municipio del Sáhara Occidental controlado por Marruecos, en la provincia de Semara. Hasta 1976 perteneció al Sahara español.
Está situado entre Tifariti y Semara, fuera del muro marroquí, en el área controlada por el Polisario.

## Guerra del Sahara Occidental
Amgala fue el escenario de varias batallas del SPLA-RMA. En enero de 1976 y de nuevo en febrero de 1976, se produjeron enfrentamientos en Amgala entre unidades de las Fuerzas Armadas del Reino de Marruecos (RMA) y las fuerzas del Frente Polisario (SPLA), apoyadas por unidades del Ejército Argelino.
Debido a su amplio suministro de agua, Amgala era un lugar importante en el valle de Saguía el Hamra y las tropas argelinas establecieron aquí una base del Polisario en la que los refugiados podían recibir alimentos y asistencia médica y ser transportados a Argelia. El inesperado ataque de los marroquíes causó mucha ira y graves daños, y se capturaron noventa y nueve soldados argelinos. La guerra total entre los dos países solo se evitó gracias a la acción decisiva del presidente argelino Houari Boumédiène. Después de eso, Argelia retiró sus tropas de la zona pero aumentó su apoyo a los rebeldes. Argelia afirmó que sus fuerzas sólo estaban en la zona para prestar asistencia humanitaria a los refugiados saharauis que huían de la ocupación marroquí y se dirigían a los campamentos de refugiados saharauis en Tinduf, en el oeste de Argelia.  Marruecos dijo que el conflicto era una intervención militar directa de Argelia en el lado del Polisario.
Una segunda batalla tuvo lugar en Amgala entre el 13 y el 15 de febrero de 1976. En esta ocasión, las tropas del Polisario derrotaron a la pequeña guarnición marroquí, que sufrió grandes bajas y estuvo a punto de ser aniquilada. Marruecos se quejó de que los argelinos habían estado involucrados en el ataque, pero estos últimos negaron tal afirmación.
Otra batalla en Amgala tuvo lugar el 8 de noviembre de 1989.